# Bârzan
Bârzan falu Romániában, Erdélyben, Fehér megyében.

## Fekvése
Szászavinc közelében fekvő település.

## Története
Bârzan korábban Szászavinc része volt. 1956 körül vált külön 154 lakossal.
1966-ban 140, 1977-ben 118, 1992-ben 48, 2002-ben pedig 45 román lakosa volt.